# 2012年ロンドンオリンピックのイラン選手団
2012年ロンドンオリンピックのイラン選手団（2012ねんロンドンオリンピックのイランせんしゅだん）は、2012年7月27日から8月12日にかけてイギリスの首都ロンドンで開催された2012年ロンドンオリンピックのイラン選手団、およびその競技結果。

## 概要
今大会は金メダル5個、銀メダル6個、銅メダル2個の合計13個のメダルを獲得した。

## メダル
| メダル | 選手名                       | 競技                 | 種目                             |
| ------ | ---------------------------- | -------------------- | -------------------------------- |
| 金     | サイード・モハンマドプール   | ウエイトリフティング | 男子94kg級                       |
| 金     | ベフダド・サリミ             | ウエイトリフティング | 男子105kg超級                    |
| 金     | ハミド・スーリヤン           | レスリング           | 男子グレコローマンスタイル55kg級 |
| 金     | オミド・ノルージ             | レスリング           | 男子グレコローマンスタイル60kg級 |
| 金     | グハセム・レザエ             | レスリング           | 男子グレコローマンスタイル96kg級 |
| 金     | コメイル・ガセミ             | レスリング           | 男子フリースタイル120kg級        |
| 金     | ナッヴァブ・ナスィルシェラル | ウエイトリフティング | 男子105kg級                      |
| 銀     | エフサン・ハダディ           | 陸上                 | 男子円盤投                       |
| 銀     | サデグサイード・グダルジ     | レスリング           | 男子フリースタイル74kg級         |
| 銀     | キアヌーシュ・ロスタミ       | ウエイトリフティング | 男子85kg級                       |
| 銀     | サッジャド・アヌーシラバニ   | ウエイトリフティング | 男子105kg超級                    |
| 銀     | モハマド・バゲリモタメド     | テコンドー           | 男子68kg級                       |
| 銅     | イーサン・ラシュガリ         | レスリング           | 男子フリースタイル84kg級         |